# نيوبورت (ديلاوير)
نيوبورت (بالإنجليزية: Newport, Delaware)‏ هي بلدة أمريكية تقع في الولايات المتحدة في ديلاوير. يقدر عدد سكانها بـ 1,055 نسمة .

## التركيبة السكانية
حدّد مكتب تعداد الولايات المتحدة بيانات التركيبة السكانية لنيوبورت في تعداد الولايات المتحدة. في ما يلي، التركيبة السكانية حسب تعدادي 2000 و2010.

### تعداد عام 2000
بلغ عدد سكان نيوبورت 1,122 نسمة بحسب تعداد عام 2000، وبلغ عدد الأسر 456 أسرة وعدد العائلات 290 عائلة مقيمة في البلدة. في حين سجلت الكثافة السكانية 897.6 نسمة لكل كيلومتر مربع (2,324.8/ميل2). وبلغ عدد الوحدات السكنية 490 وحدة بمتوسط كثافة قدره 392 لكل كيلومتر مربع (1,015.3/ميل2).
وتوزع التركيب العرقي للبلدة بنسبة 75.76% من البيض و10.61% من الأمريكيين الأفارقة و0.80% من الأمريكيين الأصليين و1.69% من الأمريكيين ذوي الأصول الآسيوية و5.08% من الأعراق الأخرى و6.06% من عرقين مختلطين أو أكثر و13.55% من الهسبانيون أو اللاتينيون من أي عرق.
بلغ عدد الأسر 456 أسرة كانت نسبة 39.7% منها لديها أطفال تحت سن الثامنة عشر تعيش معهم، وبلغت نسبة الأزواج القاطنين مع بعضهم البعض 36.2% من أصل المجموع الكلي للأسر، ونسبة 17.5% من الأسر كان لديها معيلات من الإناث دون وجود شريك، بينما كانت نسبة 9.9% من الأسر لديها معيلون من الذكور دون وجود شريكة وكانت نسبة 36.4% من غير العائلات. تألفت نسبة 25.7% من أصل جميع الأسر من عدة أفراد يعيشون في نفس المنزل ونسبة 8.6% كانت تتألف من شخص يعيش بمفرده يبلغ من العمر 65 عاماً أو أكثر. وبلغ متوسط حجم الأسرة المعيشية 2.46، أما متوسط حجم العائلات فبلغ 2.89.
بلغ العمر الوسطي للسكان 32.3 عاماً. وكانت نسبة 26% من القاطنين تحت سن الثامنة عشر، وكانت نسبة 11.5% بين الثامنة عشر والرابعة والعشرين عاماً، ونسبة 36.5% كانت واقعةً في الفئة العمرية ما بين الخامسة والعشرين والرابعة والأربعين عاماً، ونسبة 17.5% كانت ما بين الخامسة والأربعين والرابعة والستين، ونسبة 8.5% كانت ضمن فئة الخامسة والستين عاماً فما فوق. يوجد لكل 100 أنثى 101.4 ذكر، ويوجد لكل 100 أنثى في الثامنة عشر من عمرها فما فوق 96.2 ذكر.
بلغ متوسط دخل الأسرة في البلدة 38,864 دولارًا، أما متوسط دخل العائلة فبلغ 41,771 دولارًا. وكان متوسط دخل الذكور 32,917 دولارًا مقابل 26,420 دولارًا للإناث. وسجل دخل الفرد الخاص بالبلدة 19,590 دولارًا. وكانت نسبة 9.9% من العائلات ونسبة 11.8% من السكان تحت خط الفقر، وكان من هؤلاء نسبة 17.3% تحت سن الثامنة عشر ونسبة 8.9% في الخامسة والستين من العمر وما فوق.

### تعداد عام 2010
بلغ عدد سكان نيوبورت 1,055 نسمة بحسب تعداد عام 2010، وبلغ عدد الأسر 425 أسرة وعدد العائلات 255 عائلة مقيمة في البلدة. في حين سجلت الكثافة السكانية 844 نسمة لكل كيلومتر مربع (2,185.9/ميل2). وبلغ عدد الوحدات السكنية 465 وحدة بمتوسط كثافة قدره 372 لكل كيلومتر مربع (963.5/ميل2).
وتوزع التركيب العرقي للبلدة بنسبة 67.77% من البيض و18.39% من الأمريكيين الأفارقة و0.28% من الأمريكيين الأصليين و1.52% من الأمريكيين ذوي الأصول الآسيوية و8.63% من الأعراق الأخرى و3.41% من عرقين مختلطين أو أكثر و19.15% من الهسبانيون أو اللاتينيون من أي عرق.
بلغ عدد الأسر 425 أسرة كانت نسبة 32.9% منها لديها أطفال تحت سن الثامنة عشر تعيش معهم، وبلغت نسبة الأزواج القاطنين مع بعضهم البعض 31.1% من أصل المجموع الكلي للأسر، ونسبة 21.6% من الأسر كان لديها معيلات من الإناث دون وجود شريك، بينما كانت نسبة 7.3% من الأسر لديها معيلون من الذكور دون وجود شريكة وكانت نسبة 40% من غير العائلات. تألفت نسبة 30.8% من أصل جميع الأسر من عدة أفراد يعيشون في نفس المنزل ونسبة 7.1% كانت تتألف من شخص يعيش بمفرده يبلغ من العمر 65 عاماً أو أكثر. وبلغ متوسط حجم الأسرة المعيشية 2.48، أما متوسط حجم العائلات فبلغ 3.07.
بلغ العمر الوسطي للسكان 35.6 عاماً. وكانت نسبة 24.5% من القاطنين تحت سن الثامنة عشر، وكانت نسبة 8.7% بين الثامنة عشر والرابعة والعشرين عاماً، ونسبة 31% كانت واقعةً في الفئة العمرية ما بين الخامسة والعشرين والرابعة والأربعين عاماً، ونسبة 26.4% كانت ما بين الخامسة والأربعين والرابعة والستين، ونسبة 9.4% كانت ضمن فئة الخامسة والستين عاماً فما فوق. وتوزع التركيب الجنسي للسكان بنسبة 50.9% ذكور و49.1% إناث.

## أعلام
- أوليفر إيفانز
- هنري لاتيمر
- دالاس غرين
- جورج لاتيمر